# Werner Bahlsen
Werner Bahlsen (* 28. März 1904 in Hannover; † 21. Dezember 1985 in Bad Ragaz/Schweiz) war ein deutscher Kaufmann und Fabrikant, Mitgeschäftsführer der Firma Bahlsen, Mäzen und Inhaber zahlreicher Ehrenämter.

## Leben

### Frühe Jahre
Werner Bahlsen war der zweite Sohn des Unternehmensgründers Hermann Bahlsen. Nach einer kaufmännischen Lehre in einem Kolonialwarenhandel trat er 1922 in das Unternehmen ein. Bahlsen wurde in allen Abteilungen des Hauses sowie in entsprechenden Unternehmen in Großbritannien, den Niederlanden und den USA fortgebildet.
Ab Ende der 1920er Jahre führte er die Firma Bahlsen gemeinsam mit seinen Brüdern Klaus Bahlsen (1908–1991) und Hans Bahlsen (1901–1959). Zu Beginn der NS-Herrschaft war Bahlsen förderndes Mitglied der SS, die er bis 1935 finanziell unterstützte. Am 4. November 1941 beantragte er die Aufnahme in die NSDAP und wurde zum 1. Januar 1942 aufgenommen (Mitgliedsnummer 8.945.679). Er leitete zudem eine von der Firma Bahlsen verwaltete Keksfabrik mit etwa 1500 Beschäftigten im besetzten Kiew und koordinierte die Verschickung von Zwangsarbeiterinnen aus der Ukraine nach Hannover.
Nach dem Zweiten Weltkrieg trat Werner Bahlsen als erklärter Anhänger der Sozialen Marktwirtschaft in Erscheinung und war Mitgründer des Wirtschaftsrates der CDU in Niedersachsen, deren langjährigen Vorsitz er innehatte.
Privat war er ein Freund der Hausmusik und der Jagd.

### Ehrenämter und Mäzenatentum
Werner Bahlsen engagierte sich vielfältig für die Wirtschaft und die Wissenschaft, für die Kirche und die Kunst. Von 1967 bis 1970 war er Vorsitzender des Industrie-Clubs Hannover. Er war Ehrensenator der TU Hannover.
In seiner Heimatstadt Hannover förderte er die Kestnergesellschaft, das Niedersächsische Landesmuseum, die Musikhochschule und die Technische Universität (TU; heute Leibniz Universität Hannover).

### Ehrungen
Von den zahlreichen Ehrungen, die Werner Bahlsen erhielt, sind aus seiner Heimatstadt u. a. zu nennen:
- 1969 Stadtplakette
- 1973 Ehrensenator der Technischen Universität Hannover
- 1978 „Freiherr-vom-Stein-Preis“ für sein gesamtes ehrenamtliches Wirken

### Familie
Werner Bahlsens Sohn Werner Michael Bahlsen übernahm seit dem Ende der 1990er Jahre nach dem Rückzug von Hermann Bahlsen jr., einem Neffen Werner Bahlsens und Sohn seines Bruders Hans Bahlsen, sukzessive die Führung des Familienunternehmens.